# Активація
Актива́ція — збудження чогось, наприклад, молекул, атомів; перехід молекули з неактивного стану в стан з енергією, достатньою для здійснення хімічної реакції, наприклад, механохімічна активація .

## Приклади
- У фотохімії — перехід хімічної частинки на вищий енергетичний рівень.
- У теорії реактивності — послаблення одного або кількох хімічних зв'язків у ліганді утворюваної комплексної сполуки (пр., активація метану солями платини).
- У електрохімічній корозії — процес переходу від пасивного до активного стану системи внаслідок усунення пасивуючої плівки. Необхідною умовою активації є наявність негативного (відносно рівноважного потенціалу утворення пасивуючої плівки) електродного потенціалу (пр., при наявності катодного струму, відновників у суміжному розчині, контакту з провідником, який має відносно великий негативний корозійний потенціал.
- У хімічній термодинаміці — введення енергії в хімічну систему ззовні.
- У каталізі — введення речовини (активатора), яка збільшує швидкість каталітичної реакції. Якщо νo є швидкість каталітичної реакції у відсутності активатора, а ν її швидкість в його присутності, ступінь активації εa визначається так: εa = (ν — νo)/νo = (ν/νo) — 1.

- У хімічній кінетиці — надавання частини енергії, потрібної для перебігу реакції, іншою екзотермічною реакцією (хімічна активація), що відбувається в тому ж реакторі.
- У ядерній хімії — процес наведення радіоактивності шляхом опромінення.
- Оптична активація — генерування оптичної активності будь-яким способом. Загальним принципом усіх процесів оптичної активації є створення в тій чи іншій формі діастереомерних взаємодій.

Активація вугілля :
1. Збільшення сорбційної здатності вугілля, тобто здатності поглинати і втримувати гази і пари. Розрізняють активацію вугілля штучну і природну. Природна активація вугілля пов'язана з видаленням при вуглефікації лет-ких речовин з кам'яного вугілля і значному збільшенні об'єму мікропор. Найбільшою сорбційною здатністю володіють антрацити (об'єм мікропор бл. 75 % від усіх пор речовини), найменшою — газове вугілля (об'єм мікропор 12-15 %, натомість макропор — 85-88 %).
2. Обробка деревного вугілля та інших пористих тіл для збільшення їхньої здатності вбирати гази, рідини тощо.

Активація енергії (англ. Activation energy) — процес, який надає речовинам здатності вступати в хімічну реакцію. У неактивованому стані молекули речовин майже не реагують одна з одною. Щоб стати здатними до хімічних реакцій, вони повинні набути додаткової енергії, потрібної для послаблення внутрішніх зв'язків реагуючих молекул. Без цього неможливе перегрупування і зближення атомів, яке є необхідною умовою для утворення молекул продуктів реакції. Витрачається енергія також, якщо молекули взаємно відштовхуються. Активація енергії, якої повинні додатково набути реагуючі речовини, перш ніж вступити в хімічну взаємодію, того ж порядку, що й величина теплового ефекту реакції, тобто кілька десятків тисяч кал/моль. Кількість активних молекул N, енергія яких дорівнює або більша за енергію активації енергії, змінюється з т-рою за законом N = Noe^(-E/RT), де No — загальна кількість молекул, e — основа натурального логарифма, R — газова стала, T — абсолютна температура. В гомогенних газових реакціях активація зумовлюється особливо сприятливими зіткненнями молекул. Активація може бути викликана також поглиненням кванта світла при фотохімічних реакціях, електричним розрядом (наприклад, утворення озону з кисню при тихому розряді), ударами електронів, радіоактивним випромінюванням. Дуже поширеним методом активації є застосування каталізаторів.